# Muziekinstrumentenbouw
Muziekinstrumentenbouw is een vrij zeldzame studierichting die op verschillende niveaus wordt aangeboden.

## Europees opleidingsaanbod
In België (Vlaanderen) en Nederland zijn er een beperkt aantal opleidingen instrumentenbouw op verschillende niveaus.
Het Verenigd Koninkrijk is geen lid meer van de EU maar ligt wel op het continent Europa. West Dean Sussex biedt een opleiding specialisatie muziekinstrumentenbouw aan.

### Secundair of voortgezet onderwijs
In het Vlaamse secundair onderwijs bestaat muziekinstrumentenbouw alleen als bso-richting in de derde graad ILSA (Internationale Lutherie School Antwerpen) in de Provinciale Technische School te Boom. In deze vierjarige opleiding kan er een keuze gemaakt worden tussen het maken van strijk- en tokkelinstrumenten. Een zevende specialisatiejaar richt zich op restauratie van oude instrumenten.
Nederlands voortgezet onderwijs (vo), in de leeftijdscategorie van ca. 12-16 jaar, kan gericht zijn op de keuze Techniek, richting houtbewerking. Het maken van instrumenten zal nauwelijks aan bod komen, wel de handvaardigheid en techniek van het bewerken van hout. Voor latere specialisatie muziekinstrumentenbouw is dit geen vereiste.

### Centrum voor muziekinstrumentenbouw (Cmb) of mbo
Vlaanderen. Niveau van de opleiding: hoger secundair beroeps, volwassenenonderwijs.
In samenwerking met het Centrum voor Volwassenenonderwijs wordt aan het Cmb in Puurs een opleiding instrumentenbouw in modulaire structuur aangeboden.
Nederland. Mbo's met faciliteit Techniek richting houtbewerking of bij Hout- en Meubileringscollege (HMC) in Amsterdam of Rotterdam op niveau 1 t/m 4 als "Allround meubelmaker, scheepsinterieurbouwer" als vooropleiding.
BBL (beroepsbegeleidende leerweg met begeleiding in de praktijk) en BOL (beroepsopleidingen leerweg is voltijds studeren) zijn twee leerwegen die worden gebruikt binnen het mbo. Op elk mbo-niveau (1>2>3> en 4) kan een BBL- of BOL-opleiding worden gevolgd. Elke opleiding bepaalt overigens zelf of er een of beide varianten worden aangeboden. Daarom is het belangrijk, naast leer- en kwalificatieplicht, om verschillende aanbieders te vergelijken.
HMC Rotterdam biedt, na afronding van mbo niveau 3 of 4, een tweejarige specialisatie aan als hoger beroeps onderwijs: Muziekinstrumentenbouw. In leerjaar 1 wordt innovatief een eigen instrument bedacht en gebouwd en in het 2e leerjaar wordt naast de bouw van een instrument een half jaar stage gevolgd. Na afronding van de specialisatie volgt, bij behalen van de normen, diploma "Ondernemend Allround Meubelmaker/ scheepsinterieurbouwer. Specialist: muziekinstrumentenbouwer". Onder voorwaarden met behoudt van studiefinanciering via DUO.
Vlaaderen en/of de (Nederlandse) kunstacademies bieden vervolgens diverse verrijkende modules aan ook eventueel gericht op vormgeving.

### Academisch niveau
Begin 21e eeuw startte het conservatorium van Gent met een bachelor- en masteropleiding "instrumentenbouw" op academisch niveau, verder onderverdeeld in:
- lutherie (viool, altviool, cello)
- klavecimbel, piano(forte)
- orgelbouw

De afstudeerrichting instrumentenbouw legt vooral de nadruk op ambachtelijke kopieën van historische instrumenten. Tijdens de master kan men ook opteren voor de bouw van experimentele instrumenten. Het curriculum bevat zowel theorie (gebruikte houtsoorten, lijmen, lak en vernis, snaren e.d.) en praktijk van realisatie, evenals theoretische muzikale vakken en uitvoeringspraktijk op het gekozen soort instrument.
In de masteropleiding komt ook een initiatie in de conservatie en restauratie van muziekinstrumenten aan bod.